# Телфс
Телфс град је у Аустрији, смештен у западном делу државе. Значајан је град у покрајини Тирол, у оквиру округа Инзбрук-Земља.

## Природне одлике
Телфс се налази у западном делу Аустрије, 520 км западно од Беча. Главни град покрајине Тирол, Инзбрук, налази се 25 km источно од града.
Град се сместио у долини реке Ин, „жиле куцавице“ Тирола. Изнад града се стрмо издижу Алпи. Надморска висина града је око 630 m.

## Становништво
| 1971. | 1981. | 1991.  | 2001.  | 2011.  |
| ----- | ----- | ------ | ------ | ------ |
| 6.589 | 7.743 | 10.179 | 12.833 | 14.626 |

По процени из 2016. у граду је живело 15582 становника. Последњих деценија број градског становништва се повећава.

## Галерија
- Римокатоличка црква св. Петра и Павла у Телфсу
- Градска кућа
- Главни градски трг

## Партнерски градови
- Елцах